# Steginoporella neozelanica
Steginoporella neozelanica är en mossdjursart som först beskrevs av Busk 1861.  Steginoporella neozelanica ingår i släktet Steginoporella och familjen Steginoporellidae. Inga underarter finns listade i Catalogue of Life.